# Zapp Awards
De Zapp Awards zijn Nederlandse onderscheidingen voor televisieprogramma's, presentatoren en artiesten. De onderscheidingen worden sinds 2016 uitgereikt. Voorheen heetten de prijzen de Zapplive Awards. De prijzen worden elk jaar op de laatste zaterdag van januari uitgereikt. Vanaf eind december kan er voor de Zapp Awards worden gestemd.
De awards werden voorheen uitgereikt tijdens een extra lange uitzending van Zapplive. Sinds 2019 gebeurt dit in een apart programma, dat 's avonds wordt uitgezonden. 
Tijdens de stemperiode voor de Zapp Awards wordt het programma "Op weg naar de Zapp Awards" uitgezonden, waarin Marije Zuurveld en Nienke van Dijk in een bus door het land rijden om zoveel mogelijk mensen op te roepen om te stemmen voor de Zapp Awards. Tijdens dit programma worden ook de nominaties voor de Veer-In-Je-Reet-award bekendgemaakt, de prijs voor een bijzonder kind dat iets goeds heeft gedaan voor de wereld om hem/haar heen. Sinds 2024 is deze award vervangen door de Lief-Gebaar-Award.

## Winnaars en nominaties Zapp Awards
Alle programma's en personen mogen meerdere jaargangen achter elkaar worden genomineerd, behalve bij de prijs voor het beste Zapp-programma. De Zapp Awards gelden als tegenhanger voor kinderen van het Gouden Televizier-Ring Gala. In 2018 waren er verschillende wijzigingen. Het beste optreden werd vervangen door de prijs voor beste artiest. Ook kwam er een prijs voor de beste online content voor kinderen. De winnaars kregen geen flamingo, maar een pauw als prijs. Ook mocht er voor het beste Zapp-programma live worden meegestemd tijdens het programma van de uitreiking. Dit is vergelijkbaar met het Gouden Televizier-Ring Gala, waarbij ook tijdens de uitreiking live mag worden meegestemd voor de Gouden Televizier-Ring. Ook mochten SpangaS en Brugklas opnieuw meedoen met deze prijs.
| Jaar | Beste familieprogramma (2018-) / Beste tv-programma (2016-2017)  | Beste Jeugdprogramma (2018-2024) / Beste Zapp-programma (2016-2017, 2025) | Beste Zapp-Ster (2025) / Beste Ster Jeugdprogramma (2020-2024) / Beste Jeugdpresentator (2018-2019) / Beste Zapp-presentator (2016-2017) | Beste Ster Online (2021-) / Beste youtuber (2016-2020)      | Beste Track NL (2020-) / Beste artiest (2018-2019) / Beste optreden in Zapplive (2016-2017)         | Beste Online-videoserie (2020-) / Beste online jeugdcontent (2018)   | Lief-Gebaar-Award (2024-) / Veer-In-Je-Reet-Award (2018-2023) | Zapper van het Jaar (2018) / Zapplive Oeuvre Award (2016-2017) | Favoriete Jeugdfilm NL (2020-)                                                               | Favoriete Instagrammer (2020)      |
| ---- | ---------------------------------------------------------------- | ------------------------------------------------------------------------- | --- | ----------------------------------------------------------- | --------------------------------------------------------------------------------------------------- | -------------------------------------------------------------------- | ------------------------------------------------------------- | -------------------------------------------------------------- | -------------------------------------------------------------------------------------------- | ---------------------------------- |
| 2025 | The Masked Singer Het Jachtseizoen Most Wanted Wie is de Mol?    | Vlogmania Brugklas Klaas kan alles                                        | Sam Kierkels Manou Jue Cardoso Rachel Rosier                                                                                             | Aardrijkskunde Kennisclips Maxime en Sophie Roxy Dekker     | Joost Klein - Europapa Bankzitters & Roxy Dekker - Huisfeestje Roxy Dekker - Sugardaddy             | Bankzitters Eetwedstrijd De Drop 2024 Rhodé loopt stage              | Marijn Lux Nora                                               | X                                                              | Mees Kees op eigen benen Juf Braaksel en de geniale ontsnapping Superkrachten voor je hoofd  | X                                  |
| 2024 | Bureau Rotterdam Een huis vol Even tot hier                      | Bommetje! Junior Songfestival Brugklas                                    | Freek Vonk Ron Boszhard Thomas van Grinsven                                                                                              | Matthyas het Lam Aardrijkskunde Kennisclips Maxime & Sophie | Bankzitters - Offline beschikbaar Roxy Dekker - Anne-Fleur vakantie Lisanne Dijkstra - Vreemde Eend | Bankzitters in Las Vegas Bankzitters Eetwedstrijd Rhodé loopt stage  | De wensenclub                                                 | X                                                              | Bon Bini: Bangkok Nights De Bellinga's: Vakantie op stelten Juf Braaksel en de magische ring | X                                  |
| 2023 | Het Jachtseizoen Een huis vol Code van Coppens                   | Het Klokhuis De regels van Floor Brugklas                                 | Dieuwertje Blok Jandino Asporaat Marije Zuurveld                                                                                         | Meester Jesper AkaLuuk Parazuce                             | Bankzitters - Je blik richting mij Claude - Ladada (Mon dernier mot) Flemming - Automatisch         | Puberende bejaarden Legends of Gaming NL De top 10 van Dylan Haegens | Daan                                                          | X                                                              | Bon Bini Holland 3 De Bellinga's: Huis op stelten Misfit: The Switch                         | X                                  |
| 2022 | Mindf*ck Een huis vol Expeditie Robinson                         | Sinterklaasjournaal Brugklas Checkpoint                                   | Dieuwertje Blok Qucee Jandino Asporaat                                                                                                   | Koen van Heest StukTV Matthyas het Lam                      | Bankzitters - Stapelgek MEAU - Dat heb jij gedaan Maan & Snelle - Blijven slapen                    | BOOS De Drop Legends of Gaming NL                                    | Azra                                                          | X                                                              | De Luizenmoeder De Kameleon aan de Ketting De nog grotere slijmfilm                          | X                                  |
| 2021 | The Masked Singer LEGO Masters The Voice Kids                    | Mollenstreken Brugklas Heel Holland Bakt Kids                             | Lavezzi Rutjes André van Duin Buddy Vedder                                                                                               | Matthyas het Lam StukTV NikkieTutorials                     | Miss Montreal - Door de wind Snelle - Smoorverliefd Snelle en Suzan & Freek - De overkant           | Roadtrippers Brugklas Schrikscène De zomer van Zoë                   | Yasin                                                         | X                                                              | Misfit 3 De familie Claus De piraten van hiernaast                                           | X                                  |
| 2020 | Chateau Meiland Mindf*ck The Voice (of Holland, Kids, Senior)    | NOS Jeugdjournaal Brugklas Checkpoint                                     | Buddy Vedder Freek Vonk Rachel Rosier | StukTV Familie Lakap De Bellinga's                          | Snelle Duncan Laurence Luan Bellinga                                                                | De Kluis (StukTV) Junior Songfestival Gekkenwerk (Kalvijn)           | Liam Kruijt                                                   | X                                                              | Misfit 2 Mees Kees in de Wolken Project Gio                                                  | De Bellinga's Familie Lakap StukTV |
| 2019 | Wie is de Mol? De Luizenmoeder The voice of Holland              | CupCakeCup Brugklas SpangaS                                               | Buddy Vedder Freek Vonk Rachel Rosier | StukTV De Bellinga's Dylan Haegens                          | Davina Michelle FOURCE Lil' Kleine                                                                  | X                                                                    | Bas Schipper                                                  | X                                                              | X                                                                                            | X                                  |
| 2018 | Wie is de Mol? Mindf*ck The voice of Holland                     | Freeks wilde wereld Brugklas SpangaS                                      | Buddy Vedder Freek Vonk Ron Boszhard | StukTV Dylan Haegens Enzo Knol                              | FOURCE Lil' Kleine Martin Garrix                                                                    | Het Jachtseizoen (StukTV)                                            | Bram Pollaert                                                 | Pepijn Gunneweg & Jetske van den Elsen                         | X                                                                                            | X                                  |
| 2017 | Wie is de Mol? Goede tijden, slechte tijden The voice of Holland | Brugklas Checkpoint CupCakeCup                                            | Buddy Vedder Anne-Mar Zwart Freek Vonk                                                                                                   | Dylan Haegens Enzo Knol StukTV                              | Rein van Duivenboden & Vajèn van den Bosch Dee van der Zeeuw Pleun Bierbooms                        | X                                                                    | X                                                             | Bart Meijer                                                    | X                                                                                            | X                                  |
| 2016 | Wie is de Mol? Goede tijden, slechte tijden The voice of Holland | SpangaS Brugklas Checkpoint                                               | Tim Douwsma Buddy Vedder Jill Schirnhofer                                                                                                | Enzo Knol Furtjuh StukTV                                    | Maan Dee van der Zeeuw Sarah & Julia Nauta                                                          | X                                                                    | X                                                             | Ron Boszhard                                                   | X                                                                                            | X                                  |